# Gustave Le Bon
Gustave Le Bon (7. května 1841, Nogent-le-Rotrou – 13. prosince 1931, Marnes-la-Coquette) byl francouzský sociální psycholog, sociolog, antropolog a amatérský fyzik.
Je představitelem psychologismu. Zabýval se psychologií národů. Byl členem francouzské armády ve francouzsko-pruské válce. Po válce dost cestoval a na svých cestách analyzoval obyvatele zemí, které navštívil. Jeho názory byly poměrně konzervativní, kritizoval demokracii a socialismus. Na svých cestách vynalezl přenosný kefalometr.

## Život a dílo
V době Le Bonova narození bylo jeho matce Annette Josephine Eugénic Tétiot Desmarlinais 26 let. Jeho otci Jean-Marie Charles Le Bonovi bylo 41 let a pracoval jako provinční funkcionář francouzské vlády. Když bylo Le Bonovi 8 let, jeho otec získal nové postavení ve Francouzské vládě, a proto musela celá rodina opustit jeho rodné město Nogent-le-Rotrou. Do rodného města se Le Bon už nikdy nevrátili. Dnes je zde po něm pojmenovaná jedna z ulic. Později docházel k výuce na gymnáziu v Tours a jeho prospěch byl průměrný.
V roce 1860 začal Le Bon studovat medicínu na univerzitě v Paříži, kde v roce 1866 získal doktorát. Během svého studia napsal mnoho článků s medicínskými tématy, první z nich se týkal onemocnění, kterým trpí lidé, kteří žili v bažinatých podmínkách. Dále publikoval mnoho článků o vlasovci očním a asfyxii.
První kniha, kterou Le Bon napsal, byla kniha o zdánlivé smrti (La Mort apparente et les Inhumations prématurées, 1886), dále studoval například nemoci urogenitálního systému.
Le Bon se naučil mluvit německy a anglicky díky četbě Shakespearových prací.
V roce 1870 vstoupil do francouzské armády ve francouzsko-pruské válce. Během války organizoval divizi vojenské ambulance. Byl šéflékařem oddělení vojenské ambulance v Paříži, kde pozoroval chování vojáků v jejich nejobtížnějších osobních situacích - jejich chování ve stresu a utrpení. Všechny své úvahy a poznatky sepisoval. Psal o praktické hygieně vojáků a raněných.
Le Bon se zabýval antropologií, procestoval Evropu, Asii a Severní Afriku. Protože byl ovlivněn Charlesem Darwinem, Herbertem Spencerem a Ernstem Haeckelem, podporoval biologický determinismus. Po rozsáhlém výzkumu uvedl vztah mezi kapacitou lebky a inteligencí člověka (Recherches anatomiques et mathématiques sur les variations de volume du cerveau et sur leurs relations avec l'intelligence – 1879). Za toto dílo získal cenu od Francouzské akademie věd.
V roce 1884 byl pověřen vládou, aby procestoval Asii a zjistil poznatky o tamější civilizaci. Ve státních službách poznal Orient a Indii (studoval zde například buddhistickou architekturu). Starým východním civilizacím pak věnoval několik publikací, např. Arabské civilizace, 1884; Indické civilizace, 1887; První civilizace, 1888–1889; Památky Indie, 1891.
V osmdesátých letech devatenáctého století se začal zabývat studiem moderní společnosti a jejímu vývoji věnoval knihu Člověk a společnost, jejich původ a dějiny, 1881.

## Psychologie davu
Mezi Le Bonovy nejznámější práce patří kniha Psychologie davu (v originále Psychologie des Foules), která poprvé vyšla v roce 1895 ve francouzštině a o dva roky později byla přeložena do češtiny. Svou koncepci v ní vypracoval v souvislosti s chováním davu během francouzské revoluce. Dav je podle Le Bona soubor individuí, jež jsou sjednocena iracionální připraveností k činu, který vyplývá z faktu rozplynutí individua v mase a jeho rezignace na sebekontrolu. Je to shromáždění, které snadno podléhá davové sugesci a není schopno si utvořit vlastní názor na nic, protože každý názor je davu imputován z vnějšku. Velký význam mají podle Le Bona vůdci davů, kteří s davovou sugescí dokáží pracovat – vnutí jim myšlenku tak, že ji ostatní pojmou za svou. Dav poté aktivuje spící či utlumené instinkty. Jedinec obklopený davem se chová jinak (hůře), neboť v sobě nechává probudit nízké pudy a špatné vlastnosti, které nedává v běžném životě najevo. Člověk se v davu chová jinak, než když jedná jako individuum. Klesá tak na pomyslném civilizačním žebříčku níže, než by stál jako jedinec. 
Le Bon v knize dochází k závěru, že každá lidská skupina je vlastně davem. Kdykoli se člověk dostane do skupiny, mění se jeho chování a chová se jako příslušník davu. Le Bon tvrdil, že věk, do kterého se společnost dostává (20. století), je věkem davů. Tvrdil, že lidstvo se dostane do nebezpečného století, kdy budou rozhodovat davy a jejich vůdci.